# Musalia Mudavadi
Musalia Mudavadi, né le 21 septembre 1960 à Sabatia, dans le comté de Vihiga, au Kenya, est le Premier secrétaire du Cabinet (équivalent du Premier ministre, nommé le 27 septembre 2022) de la république du Kenya. Il est le premier secrétaire du Cabinet sous le gouvernement du Kenya Kwanza dirigé par le président William Ruto qui a remporté les élections générales d'août 2022 au Kenya et le chef du parti du Congrès national Amani (en) (ANC), l'un des membres fondateurs des parti politiques de l'alliance Kenya Kwanza (KKA). Il a été le septième vice-président du Kenya en 2002 et vice-Premier ministre (2008-mai 2012) lorsqu'il a démissionné pour se présenter à la présidence lors des élections générales kényanes de 2013 et est sorti troisième. Il a été chef adjoint du parti du Mouvement démocrate orange (ODM) (2005-2012) et chef du parti du Forum démocratique uni (en) (UDF) (mai 2012-juillet 2015).